# Dirka po Franciji 1973
| Mesto | Ime                  | Država      | Čas          |
| ----- | -------------------- | ----------- | ------------ |
| 1     | Luis Ocaña           | Španija     | 122h 25' 34" |
| 2     | Bernard Thévenet     | Francija    | 15' 51"      |
| 3     | José-Manuel Fuente   | Španija     | 17' 15"      |
| 4     | Joop Zoetemelk       | Nizozemska  | 26' 22"      |
| 5     | Lucien Van Impe      | Belgija     | 30' 20"      |
| 6     | Herman Van Springel  | Belgija     | 32' 01"      |
| 7     | Michel Périn         | Francija    | 33' 02"      |
| 8     | Joaquim Agostinho    | Portugalska | 35' 51"      |
| 9     | Vicente Lopez-Carril | Španija     | 36' 18"      |
| 10    | Régis Ovion          | Francija    | 36' 59"      |

Dirka po Franciji 1973 je bila 60. dirka po Franciji, ki je potekala leta 1973.

## Pregled
| Kategorije                          | Podatki              |
| ----------------------------------- | -------------------- |
| Začetek-konec                       | Scheveningen - Pariz |
| Dolžina (km)                        | 4.090                |
| Število etap                        | 20                   |
| Povprečna hitrost zmagovalca (km/h) | 33,407               |
| Kolesarjev                          | 132                  |
| Tekmo končalo                       | 87                   |